# Ferrocarril Pamplona-Sangüesa
El ferrocarril Pamplona-Sangüesa, conocido también como El Irati, fue una línea de ferrocarril española que unía las localidades navarras de Pamplona y Sangüesa. Era una línea de vía estrecha de 58 km de longitud, que recorría las comarcas de Pamplona, Aoiz y Sangüesa. Operó desde 1911 hasta 1955 y fue el primer tren eléctrico de pasajeros de España.

## Historia del ferrocarril Pamplona-Sangüesa
El tren del Irati se ideó como un ferrocarril para la explotación forestal del monte Irati y del aserradero de Ecay de Lónguida. Sin embargo, también sirvió para el transporte de pasajeros a Aoiz y a Sangüesa, lo que le acabó dando el carácter emotivo con el que se le recuerda hoy. La baja densidad de población de la zona, y la competencia del transporte por carretera, pudieron contribuir a su declive y cierre definitivo, el 31 de diciembre de 1955.

### Planificación, adjudicación y construcción
La idea de un trazado ferroviario que uniese Pamplona con Sangüesa ya había conocido sus antecedentes en 1868, de manera paralela al aumento de la explotación maderera, y se retomó con fuerza de nuevo al inicio del siglo XX, con la creación en 1900 de la compañía “Electra de Aoiz”, promotora impulsada por el empresario Domingo Elizondo Cajén. Tras varias vicisitudes, que a punto estuvieron de dar al traste con el proyecto en alguna ocasión, finalmente y con el apoyo de la Diputación Foral de Navarra, en 1906 se presenta el expediente del proyecto ante el Ministerio de la Guerra para su aprobación, en lo relativo a la cuestión de zonas polémicas.
Una vez reunidas las preceptivas autorizaciones estatales y forales, comienzan los estudios preliminares de posible trazado y emplazamiento de la línea, y se recaba de los ayuntamientos afectados la cesión de los terrenos. 
En octubre de 1907 se publica en La Gaceta de Madrid (antecedente del B.O.E.) la adjudicación de la obra del tranvía eléctrico, que recayó sobre los ingenieros Daniel Múgica y Cornelio Arellano. Múgica era navarro, conocido en toda la provincia por sus múltiples obras, mientras que Arellano era residente en Zaragoza, siendo en ese momento director del canal de Lodosa. El 6 de noviembre de este año se constituye formalmente la sociedad empresarial y mercantil “El Irati S.A.”, que nace con un capital social 5.500.000 pesetas. El Consejo de Administración estaba formado por Domingo Elizondo (presidente), Severiano Blanco (vicepresidente), Felipe Ortigosa (vocal), y Eugenio Lizarraga (vocal). Se encarga a la empresa Altos Hornos de Bilbao la confección de los raíles, mientras que las traviesas se van trabajando en Pamplona y en Aoiz.
El 30 de junio de 1908, el Ministerio de Fomento concede a la empresa El Irati S.A. “la concesión por 99 años de un ferrocarril eléctrico de Pamplona a Sangüesa y Aoiz”; El Estado no autoriza la instalación de un tranvía, sino de un ferrocarril, que tiene una envergadura mucho mayor, pues enmarca esta iniciativa en otro proyecto nacional mucho más ambicioso, que es el de unir por ferrocarril Navarra con Cataluña. Además, el proyecto definitivo de la parte eléctrica y el material móvil se le encargó al ingeniero industrial donostiarra Carlos Lafitte Martínez, quien fue el responsable de aplicar a este tren corriente alterna monofásica por primera vez en España, y única durante mucho tiempo, hasta el AVE entre Madrid y Sevilla en 1992.
Para el montaje de la línea fue necesario traer personal cualificado desde Madrid, Barcelona, y Alemania; no hay que olvidar que el sistema de suspensión catenaria se importó en su totalidad directamente de Alemania, de la casa AEG Siemens.
Entre 1909 y 1911 se desarrollan los trabajos de aplanamiento, instalación de vías y catenarias, apeaderos, etc y finalmente el 23 de abril de 1911 tiene lugar el viaje inaugural y una celebración en la estación de Pamplona - Paseo de Sarasate, recogida en imágenes de la época.

### Sucesos reseñables
En 1914 El Irati sufría un descarrilamiento sin consecuencias en las Ventas de Mendioroz.
En 1923 la Sociedad “El Irati” acabó de pagar toda la obra, pero las inversiones en modernización después de una década en funcionamiento, eran totalmente inexistentes. 
En 1929 fallece Domingo Elizondo Cajen, promotor del ferrocarril El Irati y de toda la explotación forestal que durante el primer cuarto del siglo XX se produjo en los valles del Pirineo navarro. 
El final de la Guerra Civil marca el inicio de un declive progresivo de El Irati; Los autobuses cogen fuerza como medio de transporte público y entre localidades. Según un estudio de Juan José Martinena en 1941, se calcula que el ferrocarril El Irati trasladaba una media de 243 154 viajeros al año y 46 144 toneladas de mercancías; lo que le suponía unos ingresos de 569 198 pesetas por los viajeros y 736 453 pesetas por las mercancías.
En 1942, un incendio en las cocheras de Sangüesa acaba con una de las dos locomotoras a vapor de respaldo que poseía la sociedad “El Irati S.A.” para poder mantener el servicio en el caso de que fallase el suministro eléctrico, y que no se reemplazó debido a su elevado coste. El 13 de junio de este año el ferrocarril descarriló en Huarte, resultando muerta una mujer, vecina de Iroz. 
El 4 de noviembre de 1945 se produce otro accidente en el término de Huarte: El tren que había salido de Pamplona a las 8 de la mañana descarriló al pasar junto a la mencionada localidad, volcando varios vagones, con un balance de 20 personas heridas. A una de ellas hubo que amputarle una pierna. 
Por último, el guardafrenos Esteban Pérez de Santamaría, hijo y nieto de ferroviarios de El Irati, fallece el 15 de junio de 1950 al descarrilar un mercancías que había salido de Villaveta en dirección Pamplona.

### Fracaso económico y cierre de El Irati
En el mes de abril de 1955 la sociedad “El Irati S.A.” dirige una carta a todos los ayuntamientos del recorrido solicitando su apoyo económico, e informando que las pérdidas anuales se aproximan al millón de pesetas. Ese mismo mes la empresa había solicitado ya a la Dirección General de Ferrocarriles el levantamiento de la vía por su elevado déficit.
Al no lograrse sanear la situación económica, el 15 de diciembre de 1955 la sociedad concesionaria anuncia que el 31 de diciembre tendrá lugar el último viaje de El Irati, e inmediatamente después, desde el 2 de enero de 1956, comenzaron los trabajos de desmantelamiento de la vía, que ahogaban toda esperanza de recuperar el tren, y que provocaron no pocas tensiones con los antiguos usuarios y pueblos afectados.

## El ferrocarril
Este convoy fue el primer tren eléctrico de pasajeros de España, unos pocos meses antes que el segundo, en Almería. Tal circunstancia le valió numerosas reseñas en los periódicos de la época y enciclopedias. El Irati recorría 58 kilómetros de vías electrificadas para unir Pamplona-Aoiz-Sangüesa. La corriente empleada era monofásica a 6.000 voltios, que se reducían a 600 en los puntos en que el trayecto coincidía con calles o carreteras, para evitar accidentes. El presupuesto de la obra (1908-1911) ascendió a 4 421 375 pesetas.
El material de tracción de la compañía, de lo mejor que entonces se fabricaba, constaba de siete automotores grandes, de cuatro ejes, y otros dos más pequeños, de dos ejes, carrozados en madera, con trole de pantógrafo y motores tipo Latour y Winther-Eichbert. Había también una pequeña locomotora de vapor, «la Vascongada», para servicios de maniobras.
El material remolcado lo constituían 2 coches-jardinera, 8 coches-remolque para servicio de viajeros, 4 furgones, 34 vagones cerrados de mercancías y 38 vagones abiertos para carga.
La vía era de las llamadas vía estrecha, es decir, de 1 m de separación entre carriles. La formaban tramos de vías Vignole de 26 kg en la mayor parte del trayecto, recurriéndose al tipo Phoenix, de 40 kg, cuando la vía iba empotrada en la calzada, aprovechando el firme de calles o carreteras. El tendido eléctrico adoptaba el hilo doble, común en las líneas transviarias, en los tramos en que la vía marchaba por la carretera; en el resto del trayecto, sobre explanación propia, el hilo único con suspensión catenaria, con péndolas cada 6 metros. Los postes eran de hormigón armado y estaban situados a 60 metros uno de otro. En la ciudad adoptaban formas más elegantes, en hierro colado.
Las estaciones de la línea eran Pamplona-Taconera (km 0), Pamplona-Paseo Sarasate (suprimida en 1930), Burlada (km 4), Villava (km 5), Huarte (km 7), Egüés (km 10), Ibiricu (apeadero) (km 13), Mendióroz-Uroz (km 15), Lizoáin (apeadero) (km 19), Urroz-Villa (km 21), Liberri (apeadero) (km 23), Empalme de Aoiz (km 27), Aós (km 28), Murillo de Lónguida (apeadero) (km 30), Artajo (apeadero) (km 33), Artieda (km 35), Rípodas (apeadero) (km 39), Lumbier (km 43), Liédena (km 49), y Sangüesa (km 54).
Ramal de Aoiz: Empalme de Villaveta (km 0), Aoiz (km 3). Hasta 1946, el pequeño ferrocarril realizaba también el servicio de tranvía en Pamplona. Se podía viajar a la estación del Norte, por la carretera de Guipúzcoa y Cuatro Vientos, y también a Burlada, Villava y Huarte, por la Ripa de Beloso, carretera de Francia y falda de Miravalles. En la Taconera, junto a San Lorenzo, estaba la estación terminal, muelle de carga y almacén de mercancías. Las cocheras estuvieron situadas en la carretera de Francia, hoy avenida de la Baja Navarra. En 1950, el tren pasó a ocupar una nueva estación en la avenida del Conde Oliveto, junto con El Plazaola, que unía Pamplona con San Sebastián. Para ello fue preciso habilitar un nuevo ramal desde Villava hasta el empalme de la Rochapea, por el manicomio y término de Ansoáin.
Durante los años cuarenta, el billete hasta Sangüesa costaba 8,25 pesetas, y el viaje duraba 2 horas 15 minutos.

## La «Vía Verde» del Irati
La vía verde de la Foz de Lumbier es un recorrido peatonal, y para bicicletas y otros medios de locomoción no motorizados, que aprovecha el trazado del ferrocarril del Irati a su paso por la Foz de Lumbier. Ofrece un recorrido de 6 km entre Liédena y Lumbier, por el interior del cañón del Río Irati atravesando la Sierra de Leyre.
En 2013, sin embargo, se inician los trabajos para la recuperación completa del trazado del antiguo ferrocarril del Irati como vía verde. Según el proyecto, el itinerario de la nueva vía verde será de 46 kilómetros, comenzando en Ustárroz (Valle de Egüés) y terminando en Sangüesa.
De este modo, el trazado de la vía verde atravesará los términos municipales del Valle de Egüés, Lizoáin, Urroz Villa, Lónguida, Aoiz y Urraúl Alto, discurriendo paralela a la carretera NA-150. Tras atravesar Lumbier y la Autovía del Pirineo (A-21), la traza continuará paralela a la carretera NA-127 hasta finalizar al norte de Sangüesa, junto al Camino de Santiago.
El proyecto también incluye la posibilidad de enlazar esta vía verde en su arranque con el Parque Fluvial de la Comarca de Pamplona.
El proyecto empezó a estudiarse en 1995 por el entonces alcalde de Lumbier y presidente de la Federación de Municipios y Concejos de Navarra, José Andrés Burguete.

## El ferrocarril del Irati en la literatura
En el libro El tren que se zamparon los ratones del autor Jesús Ballaz Zabalza y publicado por Cénlit Ediciones, se cuenta de forma novelada la muerte de este tren, con nombres y lugares ficticios, mostrando la división de opiniones frente a la continuidad del ferrocarril.